# Aletta Jorritsma
Aletta Jorritsma (* 17. Mai 1989 in Tzummarum, Franekeradeel) ist eine niederländische Ruderin.
Die 1,86 m große Ruderin belegte bei den Weltmeisterschaften 2013 mit dem niederländischen Achter den sechsten Platz. 2014 trat sie bei den Europameisterschaften zusammen mit Heleen Boers im Zweier ohne Steuerfrau an und gewann die Bronzemedaille hinter den Britinnen und den Rumäninnen. Bei den Weltmeisterschaften 2014 in ihrer Heimatstadt Amsterdam belegte sie mit dem Achter den achten Platz. Auch bei den Europameisterschaften 2015 trat sie im Achter an, die Niederländerinnen gewannen die Silbermedaille hinter dem russischen Boot. Bei den Olympischen Spielen 2016 trat sie zusammen mit Karien Robbers im Zweier ohne Steuerfrau an und belegte den 13. Rang. Ende Mai 2017 gewann Jorritsma mit dem niederländischen Achter die Silbermedaille bei den Europameisterschaften in Račice u Štětí. Bei den Weltmeisterschaften belegte sie den fünften Platz im Vierer ohne Steuerfrau und den sechsten Platz im Achter. Beim Weltcup-Auftakt 2018 erreichte Jorritsma den zweiten Platz im Vierer und den Sieg im Achter. Bei den Europameisterschaften belegten die Niederländerinnen den dritten Platz hinter den Rumäninnen und den Britinnen. Bei den Weltmeisterschaften 2018 und den Europameisterschaften 2019 erreichte der niederländische Achter jeweils den vierten Platz. Bei den Weltmeisterschaften 2019 ruderten die Niederländerinnen auf den neunten Platz. 2020 bei den Europameisterschaften in Posen gewannen die Niederländerinnen die Bronzemedaille hinter den Rumäninnen und den Deutschen.